# 埼玉県利根川流域古利根川処理センター

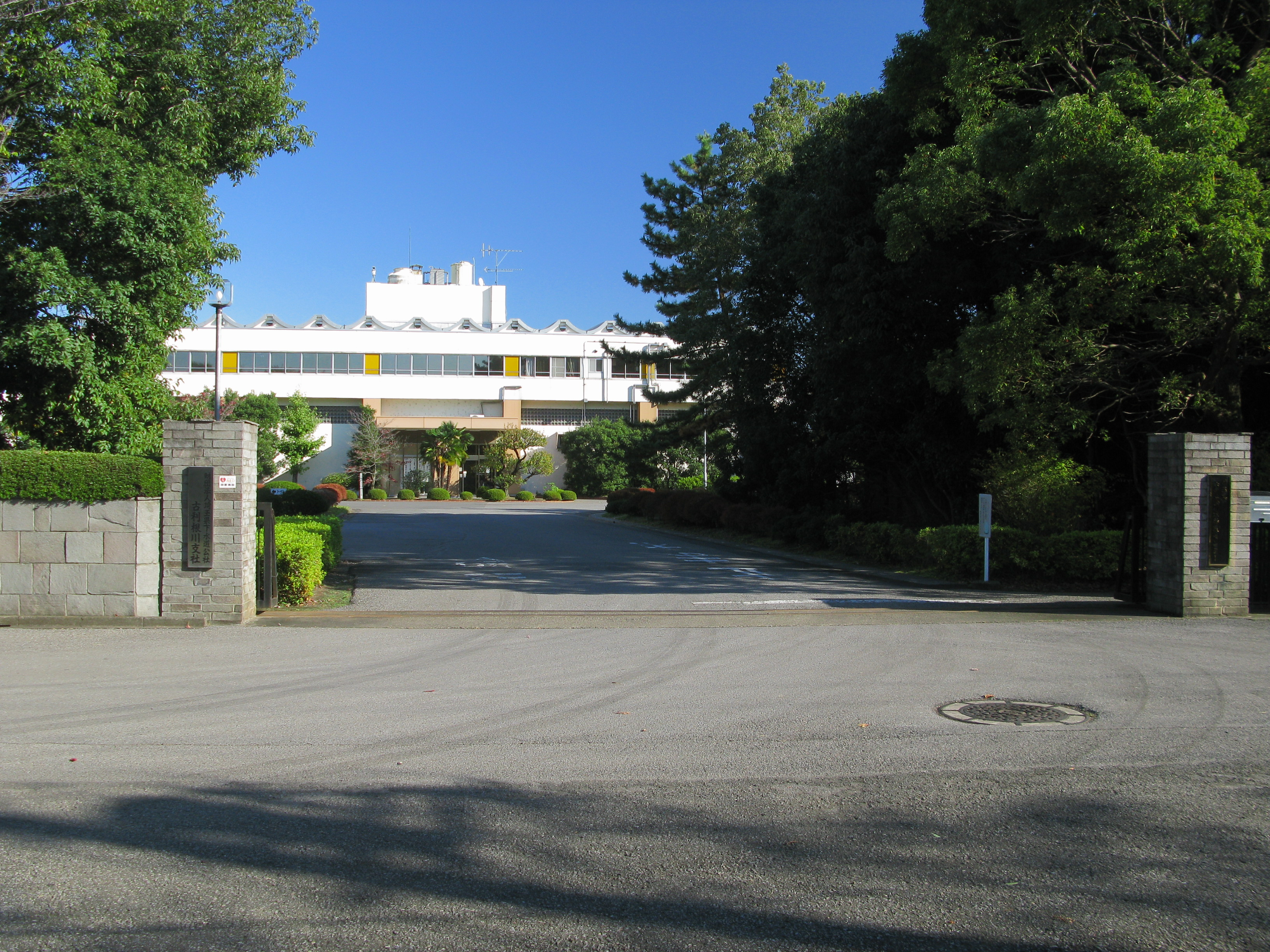
正門

埼玉県利根川流域古利根川処理センター（さいたまけんとねがわりゅういきふるとねがわしょりセンター）は、1962年（昭和37年）に開設された埼玉県久喜市にある埼玉県が設立・運営する下水道終末処理場である。

## 概要
1962年（昭和37年）に埼玉県によって当時の南埼玉郡久喜町大字吉羽字向地に古利根川処理センターとして設置され、2006年（平成18年）に古利根川水循環センター（ふるとねがわ　みずじゅんかんせんたー）に改称された。処理能力は75,000m3/日で、処理方法は「凝集剤添加ステップ流入式多段硝化脱窒法＋高速ろ過法」である。中継ポンプ場は6か所あり、再処理水の放水先は中落堀川である。栗橋中継ポンプ場、鷲宮中継ポンプ場、古久喜中継ポンプ場などがある。

## 対象地域
- 久喜市（全域）
- 加須市（大利根地域）

## 所在地
- 埼玉県久喜市吉羽字向地772-1[1]

## アクセス
- 久喜駅東口より東口大通りを青毛下早見線（いちょう通り）交差点まで進み、下早見方面へ200m, 左折。